# Kurt Stenzel
Kurt Stenzel (* 12. März 1962 in Frankfurt am Main; † 7. November 2024 ebenda) war ein deutscher Langstreckenläufer, der seine größten Erfolge in den späten 1980er und frühen 1990er Jahren hatte.

## Werdegang
Er wurde insgesamt zwölfmal Deutscher Meister, darunter zweimal im 10.000-Meter-Lauf (1989 und 1990), dreimal im 25-km-Straßenlauf (1989, 1990 und 1992) und 1993 im Marathonlauf als Gesamtsieger des Hannover-Marathons in seiner persönlichen Bestzeit von 2:13:25 h.
1986 gewann er den Paderborner Osterlauf über 25 km, 1988 die Route du Vin und 1990 den Würzburger Residenzlauf. Beim Marathon der Leichtathletik-Weltmeisterschaften 1993 in Stuttgart wurde er Zwölfter. 1992 nahm er an der Halbmarathon-Weltmeisterschaften in South Shields teil und belegte den 56. Platz.
Kurt Stenzel startete bis 1986 für den OSC Höchst, danach bis 1993 für den ASC Darmstadt und schließlich für das LAC Quelle. Später war er als Physiotherapeut in einer Frankfurter Praxis und als Referent auf Laufseminaren tätig. Daneben trainierte er die Leistungsgruppe des Frankfurter Laufvereins Spiridon Frankfurt.

## Privates
Er war verheiratet und hatte zwei Söhne. Seine Brüder Dietmar und Helmut waren ebenfalls als Langstreckenläufer aktiv.
Der ehemalige Mittelstreckenläufer Rüdiger Stenzel ist mit Kurt Stenzel nicht verwandt.

## Persönliche Bestzeiten
- 1500 m: 3:44,0 min, 25. Juli 1984, Koblenz
- 3000 m: 7:56,01 min, 4. September 1984, Ingelheim am Rhein
- 5000 m: 13:39,68 min, 13. August 1987, Koblenz
- 10.000 m: 28:13,61 min, 30. Mai 1986, Aachen
- Halbmarathon: 1:01:02 h, 25. September 1988, Route du Vin, Grevenmacher
- Marathon: 2:13:25 h, 18. April 1993, Hannover